# Albertschlösschen

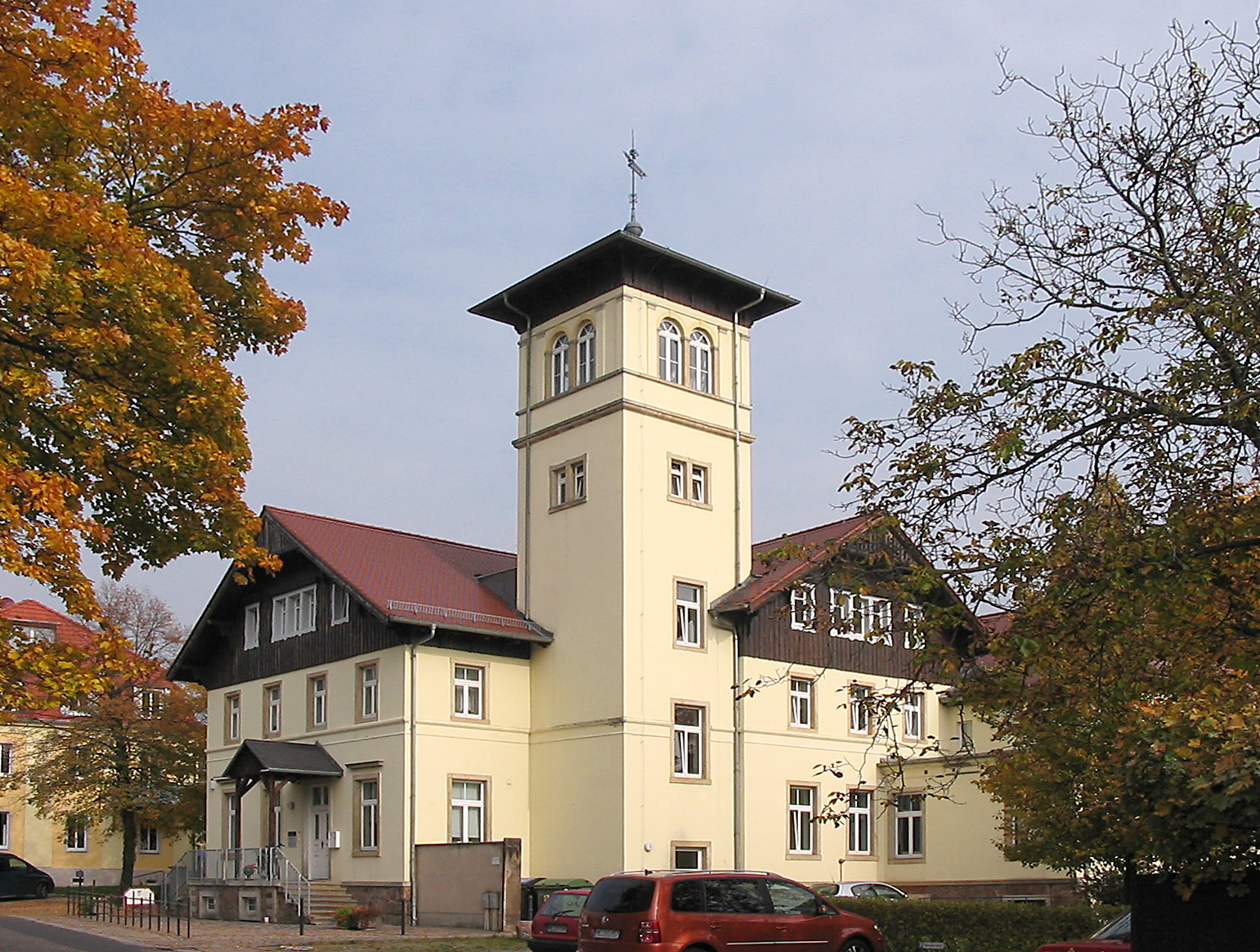
Albertschlösschen

Das Albertschlösschen liegt im Stadtteil Serkowitz des sächsischen Radebeul, in der Gohliser Straße 1. Der 1875 von den Gebrüdern Ziller entworfene „Neubau eines feinen Restaurants verbunden mit Conditorei“ wurde 1876/1877 durch die Baufirma F. W. Eisold errichtet, benannt ist es wohl nach dem seinerzeitigen sächsischen König Albert.

## Beschreibung
Das landhausartige, heute denkmalgeschützte Albertschlösschen ist ein stattliches, zweigeschossiges Gebäude, bestehend aus Hauptbau und Seitenflügel, beide mit flachen Satteldächern mit Sparrenwerk. Der Putzbau trägt Sandsteingliederungen und hat verbretterte Giebel. Daran ist ein zweigeschossiges Nebengebäude mit einem Walmdach angebaut.
In der Ecke zwischen Hauptgebäude und Flügel steht zur Straße hin ein hoher Turm, dessen oberstes Geschoss durch Gesimse und Pilaster sowie gekuppelte Rundbogenfenster „belvedereartig“ hervorgehoben wird. Die Wetterfahne auf dem Dach gibt das Jahr 1876 an.

## Geschichte

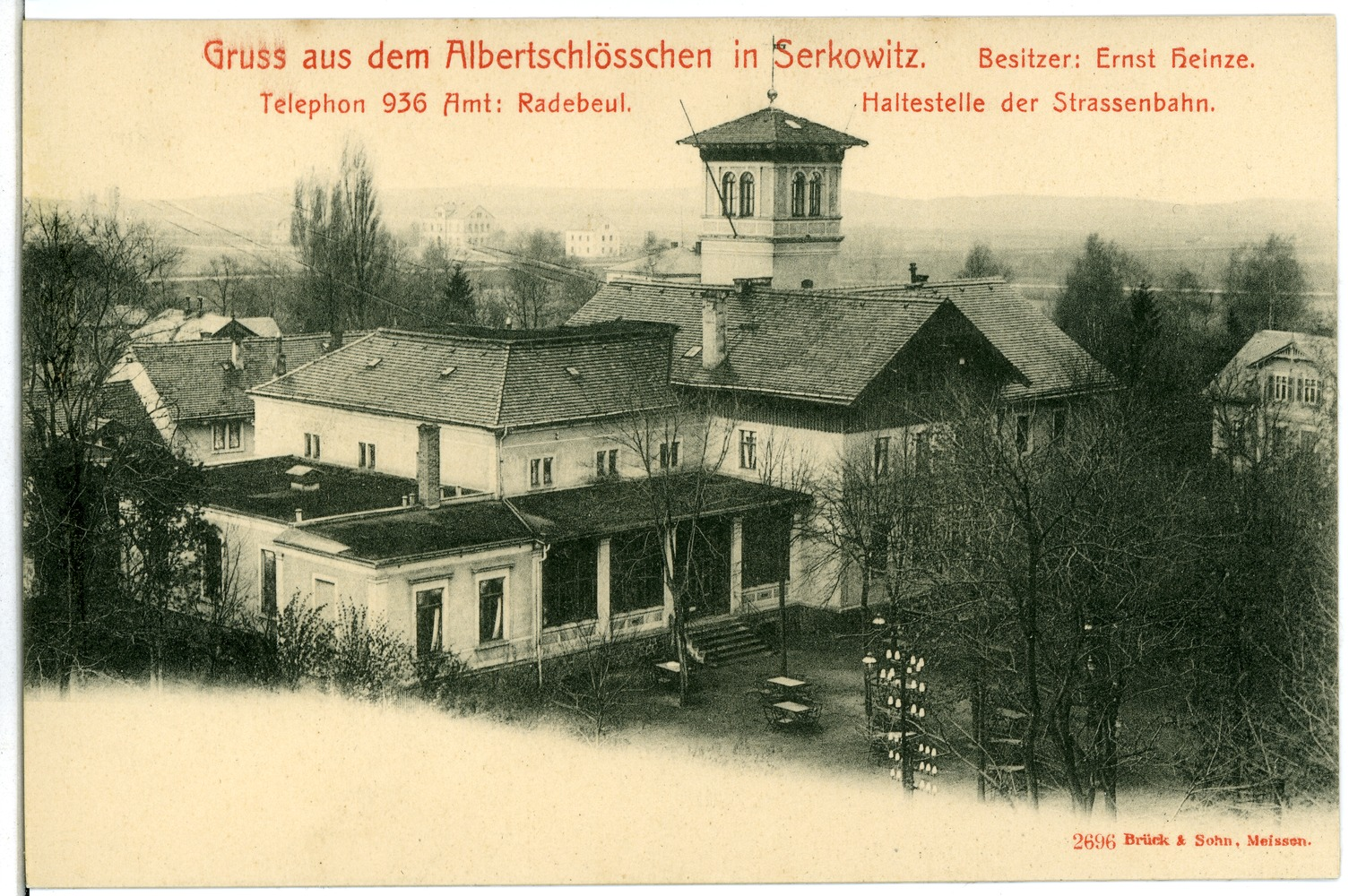
Albertschlösschen (1902), rechts die Villa Frieda auf der gegenüberliegenden Straßenseite

1875 beantragte die Serkowitzer Baufirma F. W. Eisold den Bau eines neuen Restaurants für den Gastwirt Friedrich Meisel, das sie sich durch die Gebrüder Ziller entwerfen ließen. Die Genehmigung zur Ingebrauchnahme erfolgte im November 1877. Der Tanzsaal im Norden wurde 1888 durch die Gebrüder Ziller erweitert, ein Konzertgarten gehörte auch dazu. Später folgten der Bau einer heizbaren Asphalt-Kegelbahn sowie der Anbau eines Nebensaals sowie von gedeckten Wandelgängen, die alle nicht erhalten sind. Über lange Jahre galt das Albertschlösschen als „größtes und schönstes Etablissement der Lößnitz“.
Von 1885 bis 1900 tagte dort der Serkowitzer Gemeinderat. Von 1891 bis 1902 befand sich im Obergeschoss das Serkowitzer Gemeindeamt, das dann in die umgewidmete Alte Schule verlegt wurde. Im Jahr 1897 wurde die anliegende Straße zu Ehren des 1886 gestorbenen Serkowitzer Baumeisters Friedrich Wilhelm Eisold, Erbauer auch des Albertschlösschens, Eisoldstraße benannt.
Ende 1918 wurden die Stallungen sowie der Nebensaal zu Notwohnungen ausgebaut. Auch die Fremdenzimmer wurden zu Wohnungen umgenutzt, die Gaststätte wurde jedoch weiter betrieben.
1922 wurde der Restaurantbetrieb eingestellt, das Haus geschlossen und versteigert. Der Erwerber, die Chemische Fabrik v. Heyden, beantragte im Oktober 1922 die Aufstellung von Packereimaschinen im Erdgeschoss und damit die Umwidmung des Gebäudes. Diese Form der gewerblichen Nutzung wurde unter der Auflage genehmigt, dass keine äußerliche Umgestaltung stattfände, die diese Nutzung erkennen ließe, und dass keine Neubauten errichtet würden oder der Garten zu Lagerzwecken verwendet. Die Chemische Fabrik v. Heyden nutzte das Anwesen bis April 1943 als Geschäftssitz ihrer Tochtergesellschaft Chemische Fabrik „Pyrgos“ GmbH.
Geschäftsführer der „Pyrgos“ GmbH war ab 1922 der kaufmännische Prokurist der Chemischen Fabrik v. Heyden, Dr. phil. Richard Feibelmann (1883–1948). Der erfolgreiche Wissenschaftler arbeitete seit 1911 für v. Heyden und hielt etliche für die Firma wichtige internationale Patente.
1932 versuchte die Dresdner Brauerei Felsenkeller vergeblich, den Restaurantbetrieb im Albertschlösschen wiederaufzunehmen, da es trotz städtischer Unterstützung zu einer Konzessionssperre kam. 1934 wurden weitere Wohnungen im Hauptgebäude ausgebaut.
Im August 1934 zog der Geschäftsführer Feibelmann mit seiner Frau Clara geb. Haas von der Wasastraße 49 in die Criegernstraße 59. Am Abend des 19. Juli 1935 fand eine „offensichtlich inszenierte Protestkundgebung“ vor dem Wohnhaus des jüdischstämmigen Feibelmann statt, die sich erst nach Aufstellung eines Schildes mit der Aufschrift „Dieser Jude hat das Gastrecht verletzt, er ist daher in Radebeul unerwünscht.“ auflöste. Die in Dresden erscheinende amtliche Gauzeitung der NSDAP schrieb darüber am nächsten Tag unter der Überschrift „Feibelmann bekommt eine Lektion“, dass er im Werk gegen die „Grundgedanken der Bewegung … sein Gift“ verspritzt hätte. Im Herbst 1935 emigrierte Feibelmann in die USA, Anfang 1936 folgte seine Frau. Auch seine Tochter emigrierte.
Nach dem Zweiten Weltkrieg wurde das Albertschlösschen, wie die Muttergesellschaft v. Heyden auch, enteignet. Von 1950 bis 1985 wurde das Erdgeschoss als Arztpraxis genutzt.
Von 1991 bis 2014 befand sich das Radebeuler Stadtarchiv im Albertschlösschen; während dieser Zeit erfolgte von 1994 bis 1996 eine umfassende Sanierung des Gebäudes. Das Stadtarchiv zog 2014 in die weiter östlich gelegene Wasastraße 50. Das Albertschlösschen selbst, das sich im Besitz der städtischen Besitzgesellschaft befindet, soll danach in ein Wohngebäude mit 21 Wohnungen umgewandelt werden.